# Ataeniopsis notabilis
Ataeniopsis notabilis är en skalbaggsart som beskrevs av Rudolph Petrovitz 1973. Ataeniopsis notabilis ingår i släktet Ataeniopsis och familjen Aphodiidae. Inga underarter finns listade.